# J. 패럴 맥도널드
J. 패럴 맥도널드(J. Farrell MacDonald, 1875년 6월 6일 ~ 1952년 8월 2일)는 미국의 배우 겸 영화 감독이다.

## 영화
- 미스터 빌비디어 링스 더 벨 (1951년)
- 일로프먼트 (1951년)
- 히어 컴스 더 그룸 (1951년)
- 슈퍼맨과 모울맨 (1951년) - 팝 샤넌 역
- 더 뷰티풀 브론드 프럼 배쉬풀 벤드 (1949년)
- 위스퍼링 스미스 (1948년)
- 거짓 편지 (1948년)
- 아일랜드의 운수 (1948년)
- 크리스마스 이브 (1947년)
- 독신남 (1947년)
- 황야의 결투 (1946년)
- 브룩클린의 나무 성장 (1945년)
- 핀 업 걸 (1944년)
- 그리니치 빌리지 (1944년)
- 아이리쉬 아이스 알 스마일링 (1944년)
- 모간 크리크의 기적 (1944년)
- 유인원 인간 (1943년)
- 립 더 와일드 윈드 (1942년)
- 팜 비치 스토리 (1942년)
- 설리반의 여행 (1942년)
- 대단한 거짓말 (1941년)
- 존 도우를 찾아서 (1941년)
- 수잔나 오브 더 마운티스 (1939년)
- 돌아온 론 레인저 (1939년)
- 제노비아 (1939년)
- 이스트 사이드 오브 헤븐 (1939년)
- 서브마린 패트롤 (1938년)
- 화이트 배너스 (1938년)
- 토퍼 (1937년)
- 하층민(영어판) (1936년)
- 쇼 보트 (1936년)
- 우리의 꼬마 소녀 (1935년)
- 더 파워 앤 더 글로리 (1933년)
- 미 앤 마이 걸 (1932년) - 팝 릴리 역
- 배니싱 프론티어 (1932년)
- 마담 랙커처 (1932년)
- 헤리티지 오브 더 데저트 (1932년)
- 이지스트 웨이 (1931년)
- 투 영 투 메리 (1931년)
- 건방진 꼬마 (1931년)
- 말타의 매(영어판) (1931년)
- 무모한 천성 (1930년)
- 여자 없는 남자 (1930년)
- 해피 데이즈 (1929년)
- 추억의 아리조나 (1929년)
- 라일리 더 캅 (1928년)
- 페이드 투 러브 (1927년)
- 더 크래들 스내처스 (1927년)
- 선라이즈 (1927년)
- 세 악당 (1926년)
- 섐락 핸디캡 (1926년)
- 더 시그널 타워 (1924년)
- 철마 (1924년)
- 스포팅 찬스 (1919년)